# Мужавова, Кавсар Ахмедовна
Кавсар Ахмедовна Мужавова (2 февраля 1911 года, село Кака-Шура — 6 апреля 1987 года, там же) — доярка колхоза имени XXII партсъезда Ленинского района Дагестанской АССР. Герой Социалистического Труда (1966).

## Биография
Родилась 2 февраля 1911 года в крестьянской семье в селе Кака-Шура. По национальности — кумычка. Трудовую деятельность начала в раннем детстве. Работала в личном крестьянском хозяйстве. С 1926 года трудилась дояркой на молочно-товарной ферме местного колхоза (с 1957 года — колхоз «Кавказ» (Къавкъавзу), позднее — имени XXII партсъезда) Ленинского района.
В 1965 году получила высокие надои молока. Указом Президиума Верховного Совета СССР от 22 марта 1966 года «за достигнутые успехи в развитии животноводства, увеличении производства и заготовок мяса и другой продукции» удостоена звания Героя Социалистического Труда с вручением ордена Ленина и золотой медали «Серп и Молот».
Участвовала во Всесоюзной выставке ВДНХ.
Трудилась в колхозе до 1970 года. В 1974 году вышла на пенсию. Скончалась в 1987 году.
Память
В селе Кака-Шура установлен памятник, посвящённый Кавсар Мужавовой.
Награды
- Герой Социалистического Труда
- Орден Ленина
- Золотая медаль ВДНХ
- Заслуженный животновод ДАССР (1965)[2]